# Pelidnopedilon protractum
Pelidnopedilon protractum là một loài bọ cánh cứng trong họ Cerambycidae.